# MGM Cotai
Le MGM Cotai (美獅美高梅) est un complexe hôtelier et de casino situé dans la zone du Cotai Strip à Macao, en Chine. Inauguré en février 2018, il s'agit du second établissement du groupe MGM Resorts International à Macao, après le MGM Macao. Conçu pour représenter une nouvelle ère de luxe et d'innovation, le complexe se distingue par son architecture audacieuse : une façade colorée en or, argent et bronze, rappelant une pile de lingots empilés, symbolisant prospérité et opulence. Il comprend un hôtel cinq étoiles, un casino de grande envergure, une galerie d'art numérique, des espaces événementiels et un vaste choix de restaurants gastronomiques.
Avec près de 1 400 chambres et suites, le complexe offre des hébergements haut de gamme, dont des villas exclusives situées dans une section nommée The Mansion. Il innove également dans le domaine du divertissement grâce au Spectacle Theater, une salle multifonctionnelle équipée de technologies immersives, et à des expositions permanentes mettant en valeur des œuvres d'art et des antiquités asiatiques. Axé sur l'expérience client, le complexe vise à attirer une clientèle internationale et locale en mêlant jeu, culture et gastronomie.
Le MGM Cotai s'inscrit dans la dynamique de développement du Cotai Strip, aux côtés de complexes tels que le Venetian Macao et le Galaxy Macao, consolidant Macao comme destination mondiale du tourisme et du divertissement.

## Histoire
MGM Resorts International soumet une demande au gouvernement de Macao dès 2007 pour se développer à Cotai. Le 18 octobre 2012, le gouvernement accorde un bail pour un terrain adjacent à l'Arena de Macao (en), couvrant plus de 70 000 mètres carrés. Le bail est de 25 ans, et le groupe verse un montant contractuel de plus de 1,29 milliard de patacas de Macao, dont 450 millions sont payés initialement, le solde étant remboursé en 8 versements. Pendant la construction, le groupe paie également un loyer annuel d'environ 2,16 millions de patacas, qui augmente à plus de 5,45 millions de patacas par an après l'achèvement du projet, avec des ajustements tous les 5 ans.
Le 7 mars 2017, MGM China Holdings Limited annonce que le nom officiel en chinois du projet Cotai est « MGM Cotai ».
Initialement prévue en 2016, l'ouverture du MGM Cotai a été retardée à plusieurs reprises avant d'ouvrir finalement le 13 février 2018. Cependant, le jour de l'ouverture, les hébergements VIP de l'hôtel, dont The Mansions, n'étaient pas terminés. De plus, sur 1 390 chambres, seules 500 étaient disponibles. L'hôtel a été achevé et pleinement opérationnel plus tard dans la même année.

## Décès

### Décès d'un ouvrier du bâtiment
Le 6 mars 2015, vers 10 heures du matin, un ouvrier chinois de 54 ans travaillant sur le chantier au 16ème étage est frappé par une pompe à béton qui chute, lui causant de graves blessures à la tête et une fracture de la jambe. Il est transporté à l'hôpital où il succombe à ses blessures vers midi. Le Bureau du Travail exprime ses condoléances et envoie des représentants sur place pour enquêter et assister la famille du défunt dans les démarches de compensation pour l'accident de travail.

### Double homicide de 2022
Le 7 mai 2022, la police judiciaire de Macao reçoit une notification du Bureau des pompiers concernant la découverte de deux corps de femmes dans une chambre au 9ème étage de l'hôtel. Les deux femmes sont nues et gisent sur le sol près de la fenêtre, avec des marques de strangulation au cou, suggérant une mort suspecte. Les premières hypothèses indiquent qu'elles ont été étranglées avec la ceinture d'un peignoir. Les effets personnels et les documents d'identité des victimes ne sont pas retrouvés sur place. Le suspect, un certain Zhao, est originaire du nord-est de la Chine et est déjà recherché par la police du Hunan,. L'une des victimes était prostituée, tandis que l'autre travaillait dans le change de devises. Le 17 mai 2022, le Bureau des enquêtes criminelles de la police de la province du Hunan annonce que le suspect, Zhao, a été capturé dans les montagnes près de la ville de Huaihua.

## Événements

### Pandémie de coronavirus
Le 30 octobre 2022, le Centre de coordination des mesures contre le coronavirus de Macao annonce qu'une femme de 43 ans, résidente de la ville, a été en contact avec un cas confirmé à Zhuhai le 25 octobre. Le Bureau de la santé de Macao organise immédiatement des tests et une surveillance médicale, et le résultat du test PCR est positif dans la nuit du 30 octobre. La patiente travaillaient comme croupière dans le casino du complexe, les 26, 27 et 28 octobre de 7 heures à 15 heures et de 7 heures à 11 heures. Le MGM Cotai annonce sur les réseaux sociaux que, pour coopérer avec les mesures de prévention du gouvernement, le festival de la bière prévu dans  la journée est annulé, et toutes les entrées et sorties du bâtiment sont fermées par les autorités,.
Le 30 octobre 2022, le Centre de coordination des mesures contre le coronavirus prend les mesures suivantes pour le lieu de travail de la patiente : fermeture temporaire du casino, des restaurants de l'hôtel et des boutiques ; suspension de toutes les activités de groupe dans l'hôtel ; suspension de l'accueil de nouveaux clients ; isolement sur place des employés du casino et de l'hôtel ainsi que des clients de l'hôtel du 30 octobre au 1er novembre. De plus, les personnes ayant séjourné dans le casino pendant plus de 30 minutes entre le 27 et le 29 octobre voient leur code de santé de Macao passer au jaune, et doivent effectuer un test antigénique rapide chaque jour et déclarer le résultat via le code de santé de Macao. Les tests PCR sont effectués les 1er, 2, 3, 5 et 7 jours ; le code de santé passe au vert le 8ème jour si le résultat du test PCR du 7ème jour est négatif.

## Hôtel
L'hôtel se compose de deux bâtiments de 30 à 36 étages, offrant 1 390 chambres. Les installations comprennent le Spectacle Theater, un théâtre pouvant accueillir 2 000 personnes, la première salle multifonctionnelle équipée de technologies immersives, et l'un des théâtres les plus complexes au monde, avec dix configurations de sièges différentes, et le plus grand écran LED intérieur permanent au monde. La place Vision est constituée d'un écran LED et de 2 870 mètres carrés d'espace de conférence.
À l'entrée nord de l'hôtel se dresse une statue de lion dorée de 11 mètres de haut et pesant 38 tonnes, recouverte d'environ 32 000 feuilles d'or 24 carats.
L'hôtel dispose également d'un espace réservé pour la construction d'un nouveau bâtiment.
La « Collection d'art du MGM Cotai » comprend 28 tapis impériaux de la dynastie Qing des 18ème et 19ème siècles.

## Restauration
- Chun : restaurant gastronomique cantonais
- Shu Dao : restaurant de cuisine sichuanaise
- Hao Guo : restaurant de fruits de mer et de plats régionaux chinois
- Mian Dui Mian : restaurant de nouilles et de raviolis
- AJI : restaurant de cuisine japonaise et péruvienne fusion par le chef étoilé péruvien Mitsuharu Tsumura
- Coast : restaurant de spécialités américaines de la côte ouest et de Californie par le chef étoilé Michelin Graham Elliot (en)
- Grill 58 : steakhouse haut de gamme de cuisine sud-américaine et française par le chef étoilé Michelin Mauro Colagreco
- Janice Wong MGM : salon de pâtisseries par la « Reine des desserts asiatiques » Janice Wong (en)
- Bai Hua Lang : bar

## Galerie

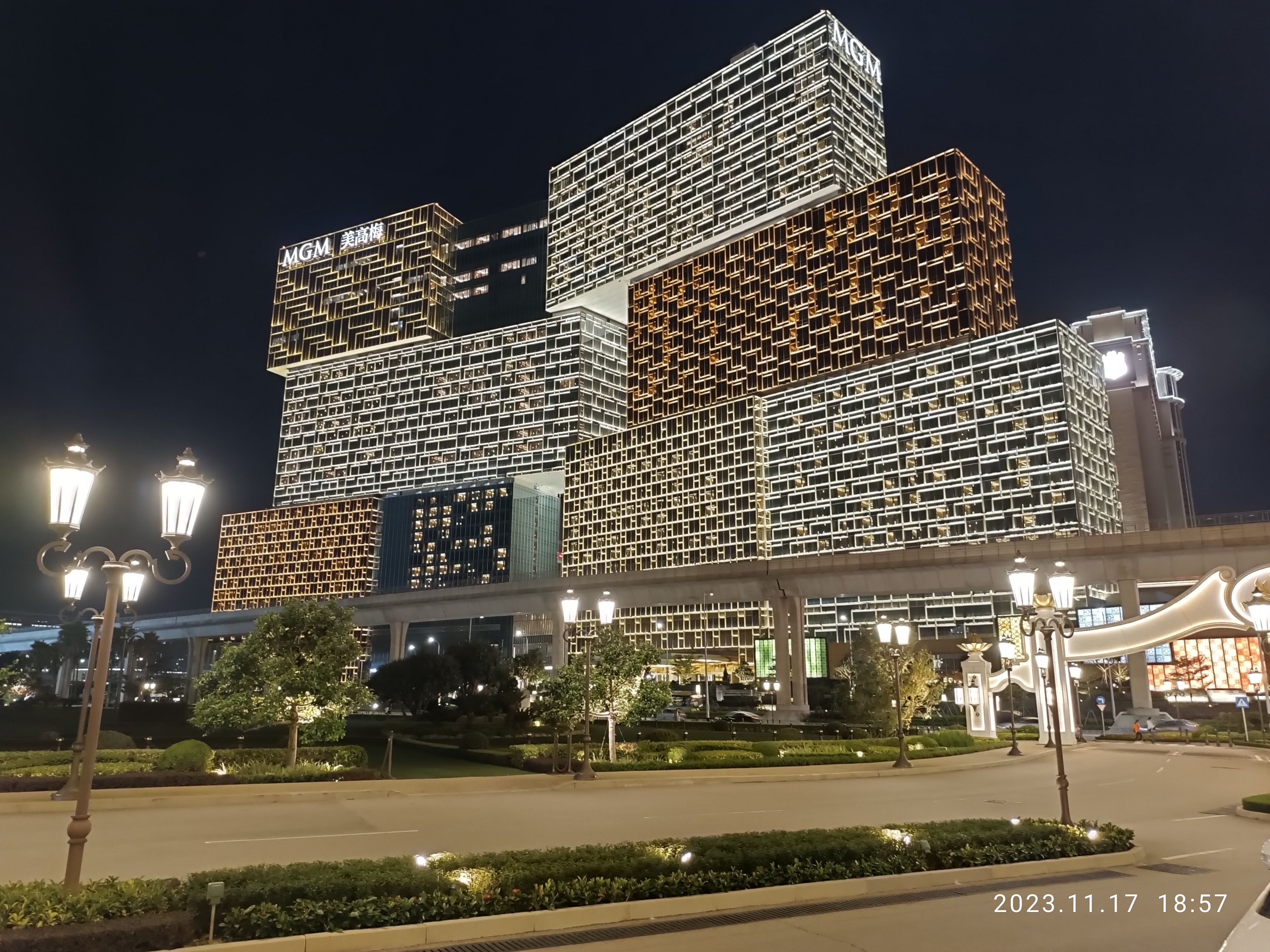
Vue de nuit
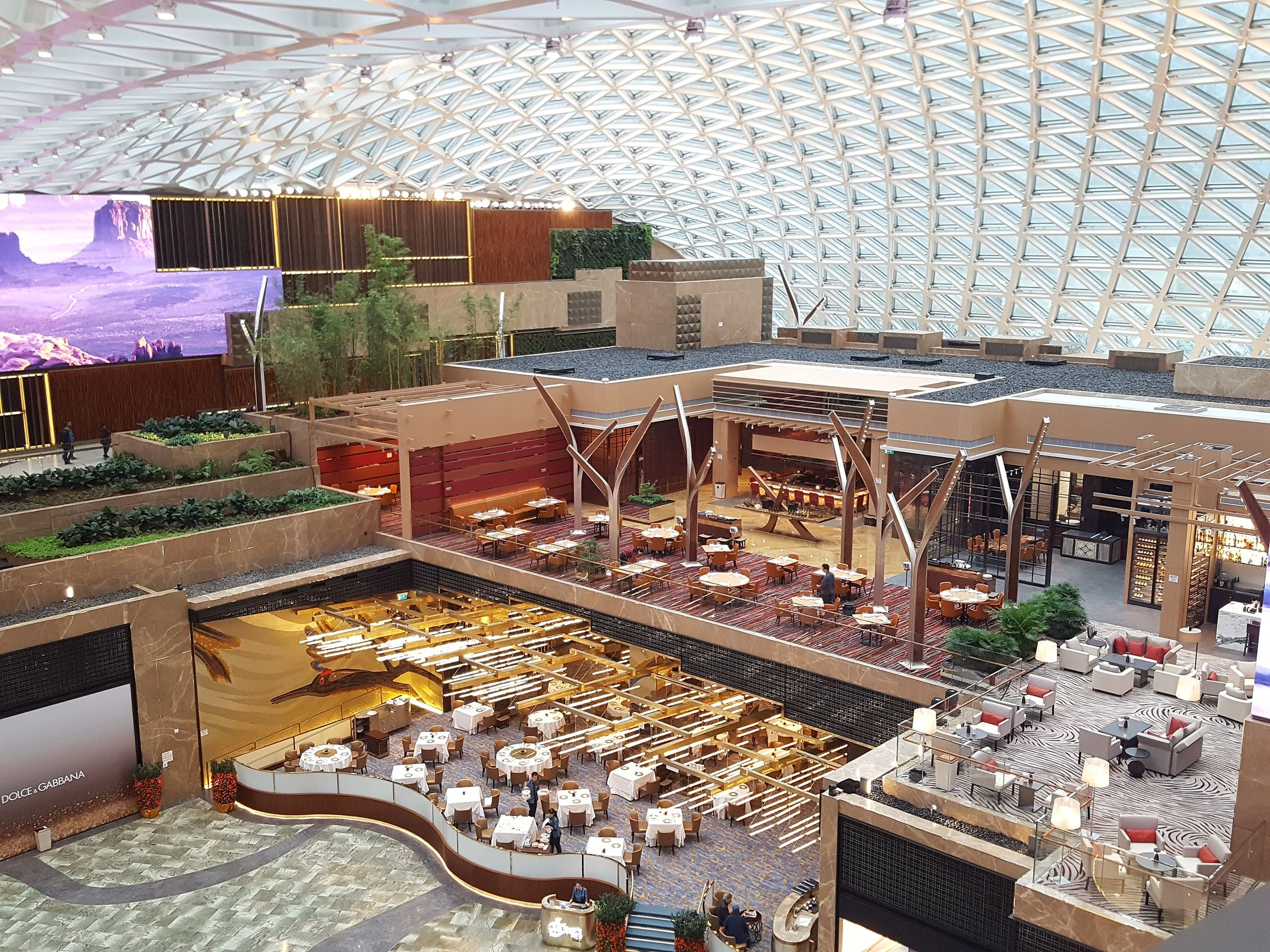
Place Vision
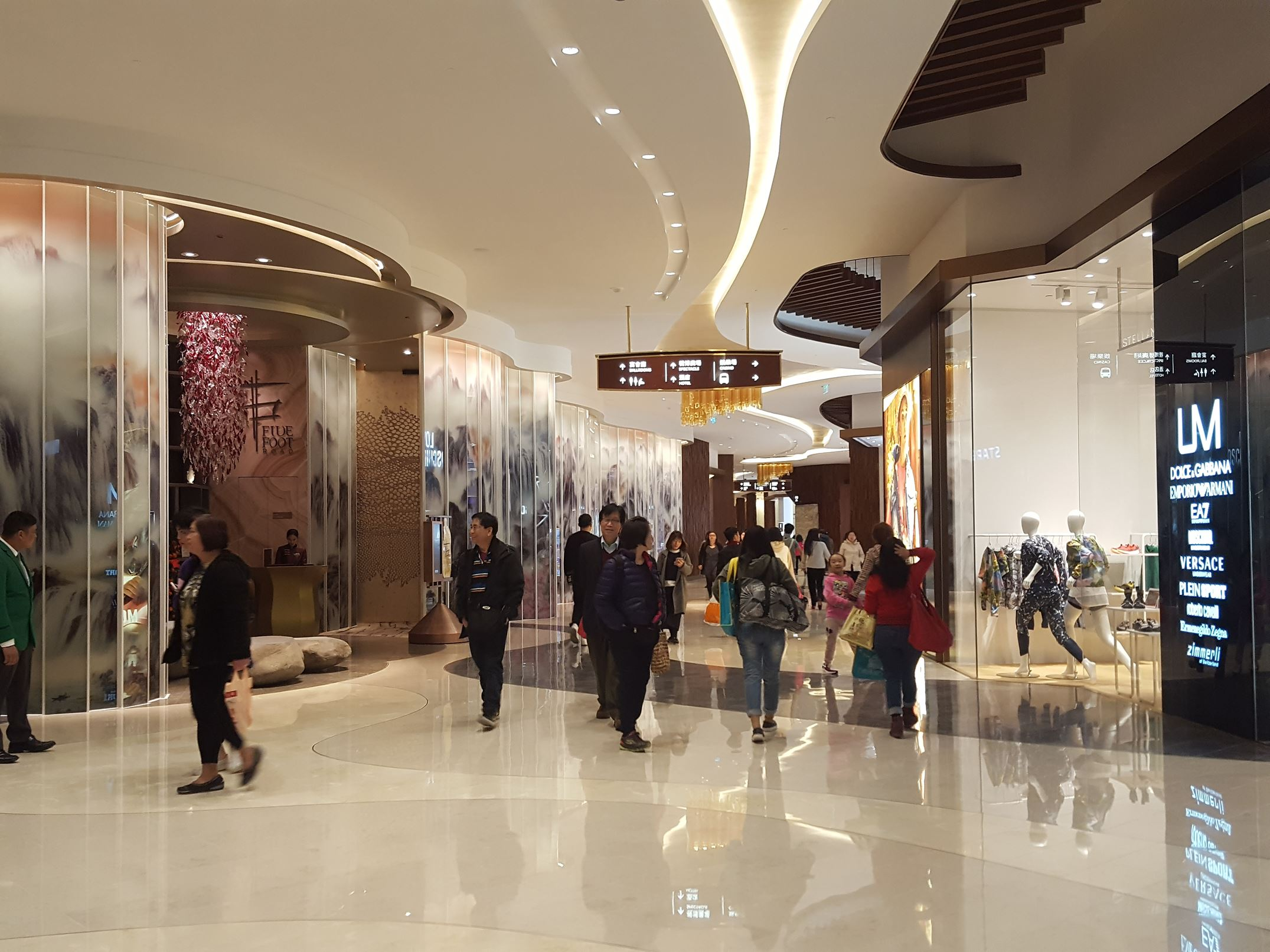
Allée commerçante
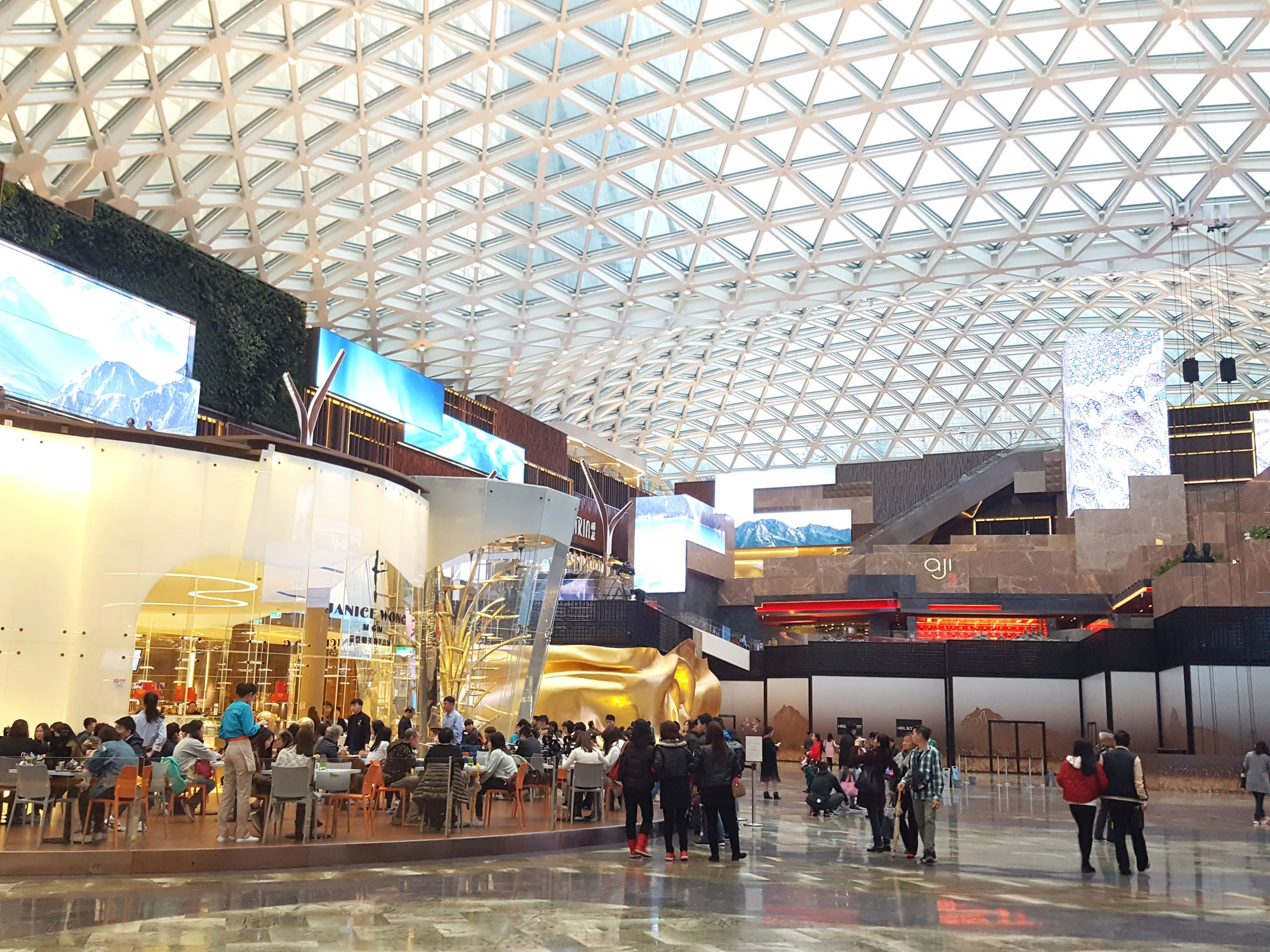
Hall d'entrée